# لوسيانا بالوزي
لوسيانا بالوزي (بالإيطالية: Luciana Paluzzi)‏ هي ممثلة إيطالية، ولدت في 10 يونيو 1937 بروما في إيطاليا.

## أعمال

### أفلام
- (1965) كرة الرعد

## وصلات خارجية
- لوسيانا بالوزي على موقع IMDb (الإنجليزية)
- لوسيانا بالوزي على موقع ألو سيني (الفرنسية)
- لوسيانا بالوزي على موقع ميوزك برينز (الإنجليزية)
- لوسيانا بالوزي على موقع تيرنر كلاسيك موفيز (الإنجليزية)
- لوسيانا بالوزي على موقع أول موفي (الإنجليزية)
- لوسيانا بالوزي على موقع قاعدة بيانات الأفلام السويدية (السويدية)
- لوسيانا بالوزي على موقع إن إن دي بي (الإنجليزية)
- لوسيانا بالوزي على موقع قاعدة بيانات الفيلم (الإنجليزية)
- لوسيانا بالوزي على موقع كينوبويسك (الروسية)